# Phileas
Phileas (Фи́леас) — скоростные автобусы, производившиеся в 2003-2014 годах инжиниринговой компанией Advanced Public Transport Systems BV (APTS), входящей в нидерландско-бельгийский автобусный холдинг VDL. Были названы в честь Филеаса Фогга, героя романа Жюля Верна «Вокруг света за 80 дней».
Фирма Advanced Public Transport Systems BV (APTS) по заказу городских властей Эйндховена разработала многоместный городской сочленённый автобус Phileas модульной конструкции, который предлагается как в стандартном 2-секционном исполнении длиной 18 метров, так и в 3-секционном 24-метровом варианте. Автобус снабжён лёгким кузовом, при этом плоский пол и потолок изготовлены из алюминиевых панелей, а внешняя облицовка — из стеклопластика. Гибридный силовой агрегат состоит из дизельного двигателя или газового 219-сильного мотора V10 заднего расположения, приводящего тяговый генератор, от которого электроэнергия поступает в управляемые электромотор-колеса двух или трёх задних пар односкатных колес, а также на подзарядку никелевых аккумуляторов, что позволяет машине передвигаться при выключенном двигателе внутреннего сгорания. Собственная масса автобуса — 47,8 т, максимальная скорость — 50 км/ч.
Крупнейшим заказчиков Phileas был Стамбул, где эти машины в трехсекционном исполнении использовались для запуска сети Метробуса в 2007 году. Уже в 2009 году из-за неполадок 35 из 50 поставленных автобусов были сняты с рейсов. С учётом высокой цены (более 1,2 млн евро за машину) это привело к коррупционному скандалу и расследованию в отношении стамбульских городских властей.
В 2014 г. APTS объявила о банкротстве, производство Phileas было прекращено.

## Галерея

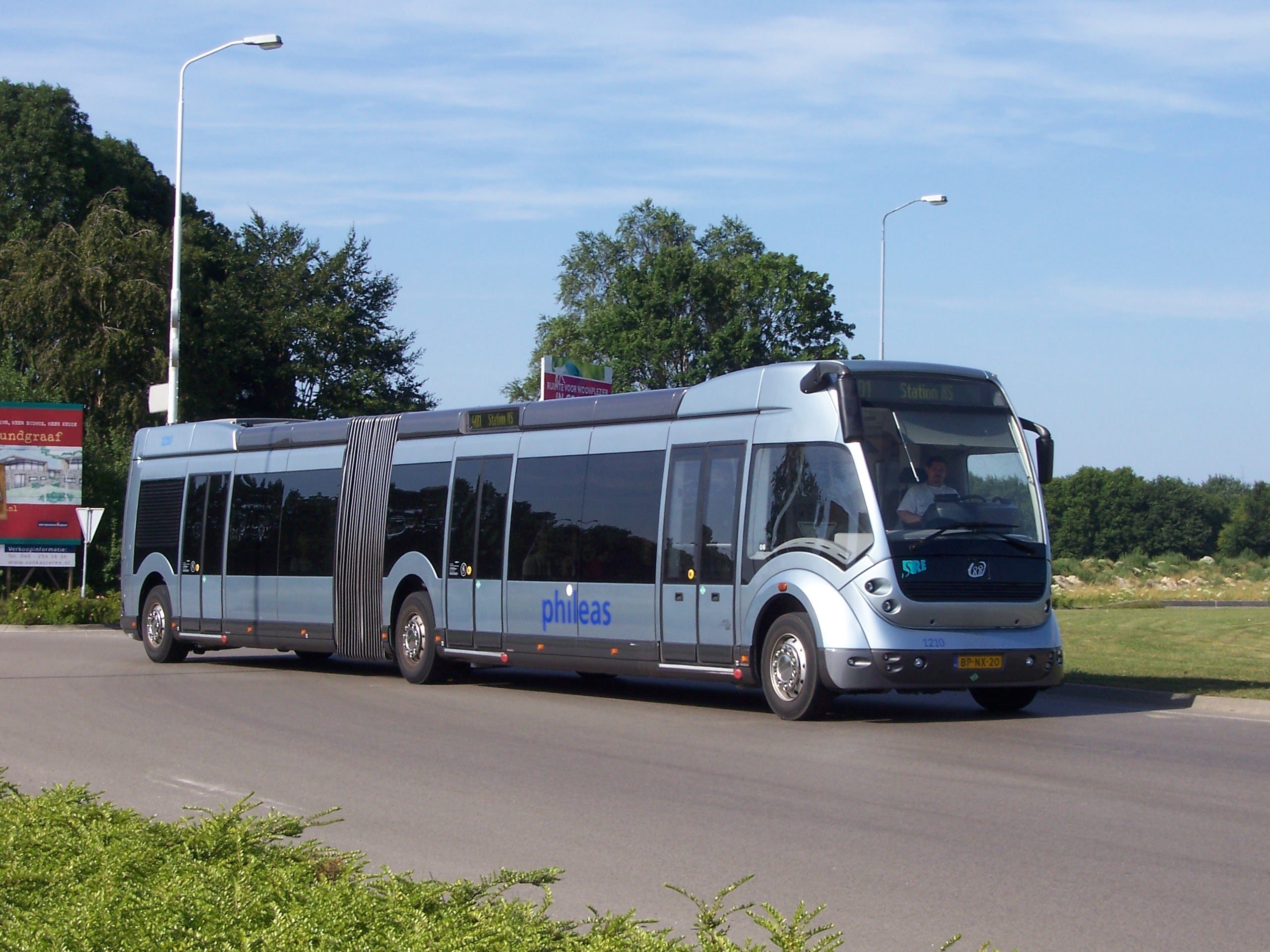
Автобус APTS Phileas 2-секционный
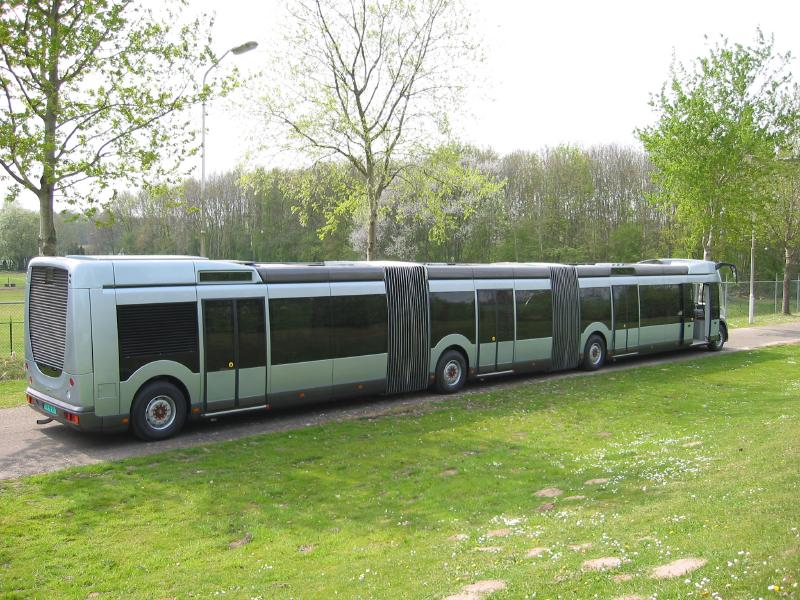
3-секционный